# Zollschiffsstation
Zollschiffsstationen sind örtliche Dienststellen der deutschen Bundeszollverwaltung mit Anlegeplätzen für Zollkreuzer und -boote. Sie sind jeweils einem Zollkommissariat zugeordnet und gehören zum Grenzaufsichtsdienst. Ihre Entsprechung beim Landzoll ist die Grenzaufsichtsstelle. 